# Cho Ha-ri
Cho Ha-ri (en coréen 조해리), née le 29 juillet 1986 à Séoul, est une patineuse de patinage de vitesse sur piste courte sud-coréenne.

## Carrière

### Championnats du monde de patinage de vitesse sur piste courte 2007-2008
- Harbin :  Médaille d'or sur le 1500m
- Kobé :  Médaille de bronze sur le 1000m

### Championnats du monde de patinage de vitesse sur piste courte 2009-2010
- Pékin :  Médaille d'or sur le relais 3000m
- Séoul :  Médaille d'or sur le 1000m

### Les Jeux olympiques d'hiver 2010
Elle participe à plusieurs compétitions de short-track durant les JO de Vancouver :
- 500m : éliminée en quarts de finale
- 1000m : 4e place
- 1500m : 5e place
- 3000m relais : le relais sud-coréen est disqualifié de la finale après avoir franchi la ligne d'arrivée en première position.

### Les Jeux olympiques d'hiver 2014
Elle participe à deux épreuves de short-track durant les JO de Sotchi remportant le titre sur 3000m relais :
- 1500m : disqualifiée en demi finale
- 3000m relais :  championne olympique

## Anecdote
Elle est devenue célèbre en France durant les Jeux olympiques d'hiver de Vancouver 2010, à la suite d'un jeu de mots de Nelson Monfort « Ha-ri cho est cuite » (la patineuse venait de chuter lors de sa course) ainsi que pour les Jeux olympiques d'hiver de Sotchi 2014 : « Ça va se jouer à un fil pour Ha-Ri Cho ». Le nom de la patineuse, prononcé pour l'occasion « Ha-ri Ko », fera l'objet d'autres jeux de mots réguliers de la part des animateurs de France Télévisions durant les épreuves auxquelles elle participera, alors que les noms coréens se lisent toujours avant le prénom, ce qui donne Cho Ha-ri. Son nom de famille, Cho (조), se prononce Tcho et non Ko, et son prénom Ha(해)-Ri(리), se prononce « Hè-li ».